# Стахий
Стахи́й (иначе Стахий Аргиропольский, греч. Στάχυς; † 54) — апостол от семидесяти, епископ Византийский; святой Православной, Эфиопской и Католической церквей.
Память в Католической церкви 31 октября, в Православной церкви совершается 4 (17) января (соборная память апостолов от 70-и) и 31 октября (ст. ст.) (13 ноября (н. ст.))
Апостол Андрей Первозванный рукоположил Стахия в сан епископа Византийского, где он и святительствовал шестнадцать лет, с 38 по 54 годы, ревностно проповедуя Евангелие Христово и обращая язычников в христианство.

О нём, предположительно, упоминает апостол Павел в послании к Римлянам (Рим. 16:9): 
Приветствуйте Урбана, сотрудника нашего во Христе, и Стахия, возлюбленного мне.
По «Месяцеслову св. Василия» мощи Стахия вместе с мощами св. св. Амплия и Урвана (Урбана) принесены были в Константинополь и положены в Пигах (Πηγαϊς — на источниках).